# Yiannakis Okkas
Yiannakis Okkas (griechisch Γιαννάκης Οκκάς; * 11. Februar 1977 in Larnaka) ist ein ehemaliger zyprischer Fußballspieler, der in Zypern unter anderem für Omonia Nikosia spielte und Rekordnationalspieler der Nationalmannschaft von Zypern ist.

## Karriere

### Im Verein
Im Alter von 16 Jahren begann Okkas seine Karriere bei Nea Salamis Famagusta, für den er 16 Tore in 53 Spielen schoss, und wechselte vier Jahre später zu Anorthosis Famagusta. Viermal gewann Okkas mit Anorthosis Famagusta die Meisterschaft, dann wechselte er 2000 zu PAOK Thessaloniki. Mit sieben Toren im ersten Jahr half er seinem Verein zum griechischen Pokal und wurde zum zyprischen Fußballer des Jahres gewählt. Schließlich wechselte Okkas zu AEK Athen und 2004 zu Olympiakos Piräus.
Okkas ist im August 2007 ablösefrei nach Spanien zum Zweitligisten Celta Vigo gewechselt, nachdem sein Vertrag bei Olympiakos Piräus nicht verlängert wurde. Dort konnte er sich jedoch auch nicht durchsetzen und erzielte in 24 Spielen nur sechs Tore. Aufgrund dessen wechselte er in sein Heimatland Zypern und schloss sich zunächst Omonia Nikosia und im Sommer 2009 zum zweiten Mal Anorthosis Famagusta an.

### Nationalmannschaft
Im Alter von 19 Jahren wurde Okkas in die zyprische Nationalmannschaft berufen und spielt seitdem regelmäßig für sein Land. 2003 spielte er sein 50. Länderspiel. In der Qualifikation zur WM 2002 schoss er drei Tore und auch in dem Qualifikationsspiel für die EM 2004 gegen Frankreich erzielte er einen Treffer.
Seit der Qualifikation für die WM 2006 ist er Kapitän der Nationalmannschaft. Seit dem 20. August 2008 ist er Rekordnationalspieler Zyperns. Mit seinem 83. Länderspiel überbot er die Bestmarke von Pambos Pittas. Am 8. Februar 2011 machte er beim 0:2 gegen Schweden als erster zyprischer Spieler sein 100. Länderspiel.